# 1939 في النرويج
فيما يلي قوائم الأحداث التي وقعت خلال عام 1939 في النرويج.

## سياسة

### تعيين في المنصب
- 1 يناير – فالنتين فوس المدعي العام للنرويج ‏.
- 1 يوليو – تريغفه لي وزير التجارة والشحن [الإنجليزية]‏،.

### انتهاء فترة المنصب
- 1 يوليو – تريغفه لي Minister of Justice and Public Security [الإنجليزية]‏،وزير التجارة والشحن [الإنجليزية]‏.
- 2 أكتوبر – يوهان نيغورسفول Minister of Labour and Social Inclusion [الإنجليزية]‏.

## رياضة
- 1 يناير – كأس النرويج 1939 الفائز Sarpsborg FK [الإنجليزية]‏.

## مواليد

### يناير
- 15 يناير – بيورن هانسن لاعب ومدرب كرة قدم نرويجي.

### فبراير
- 26 فبراير – روبرت هيرمانسن

### مارس
- 14 مارس – غريت ناش
- 23 مارس – هانس راسموس أسترب

### أبريل
- 17 أبريل – يان هوم
- 20 أبريل – جيرهارد هايبيرغ
- 20 أبريل – غرو هارلم برونتلاند سياسية نرويجية.

### مايو
- 22 مايو – ستاينر إريكسن سياسي نرويجي.

### يونيو
- 17 يونيو – ليز فغيلدستاد ممثلة نرويجية.

### يوليو
- 15 يوليو – أيلرت ستانغ لوند قاضي نرويجي.

### أغسطس
- 14 أغسطس – جون اولسن
- 23 أغسطس – تيدي نيلسون مغني نرويجي.

### أكتوبر
- 16 أكتوبر – هانس داهل

### نوفمبر
- 17 نوفمبر – اينار لارسن لاعب كرة قدم نرويجي.
- 24 نوفمبر – ماريت بولسن

## وفيات

### فبراير
- 11 فبراير – غوستاف فريدريك لانج (مواليد 1861)

### أبريل
- 30 أبريل – أوسكار باي (مواليد 1870) لاعب جمباز فني نرويجي.

### مايو
- 31 مايو – أول جون اولسن (مواليد 1884)

### يوليو
- 13 يوليو – أيفيند نيلسن (مواليد 1864)
- 17 يوليو – أوسكار براتن (مواليد 1881) كاتب نرويجي.

### أغسطس
- 21 أغسطس – سيغورد هوست (مواليد 1866) فقيه لغة نرويجي.

### سبتمبر
- 13 سبتمبر – أولاف دون (مواليد 1876) كاتب نرويجي.

### أكتوبر
- 28 أكتوبر – كارل جورج بارث (مواليد 1860)

### نوفمبر
- 2 نوفمبر – أيفيند هايبيرغ (مواليد 1870) مهندس نرويجي.
- 8 نوفمبر – ينس أندرياس هيورث بوغ (مواليد 1859) كاتب نرويجي.

### ديسمبر
- 12 ديسمبر – أولاف أموندسين (مواليد 1876) سياسي نرويجي.
- 19 ديسمبر – غونار إيزاشسين (مواليد 1868)